# Klepping (Adelsgeschlecht, Dortmund St. Peter)

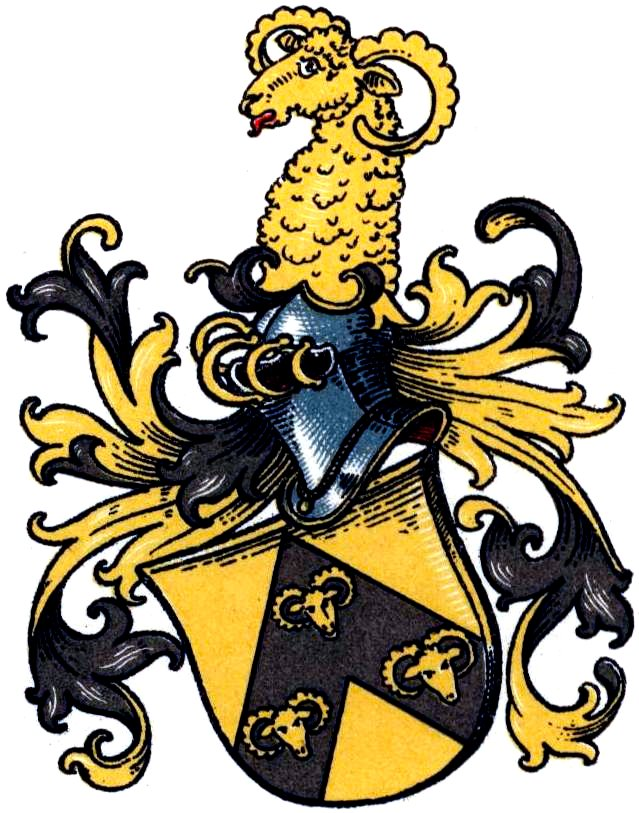
Stammwappen derer von Klepping

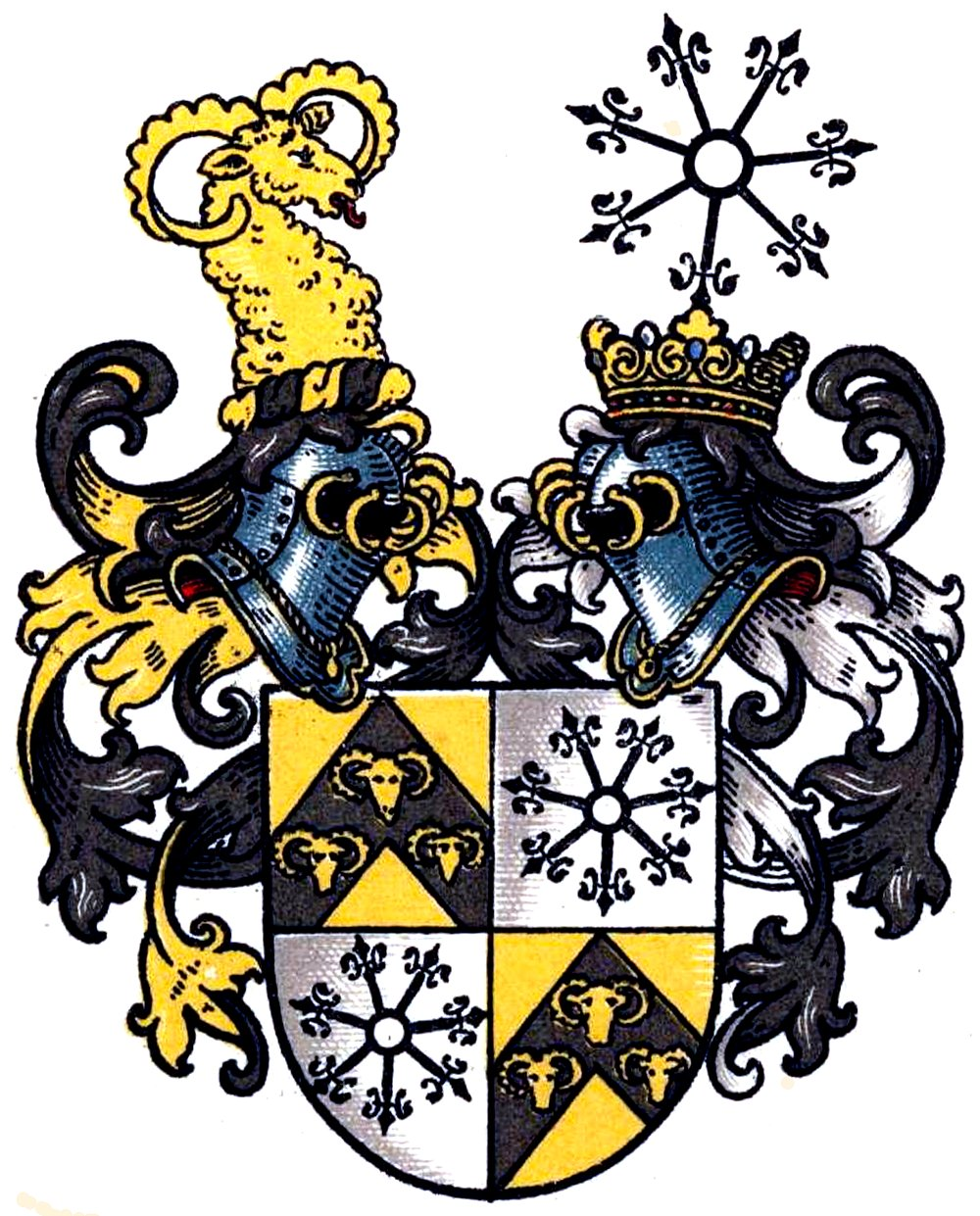
Vermehrtes Wappen derer von Klepping (gen. Hausmann)

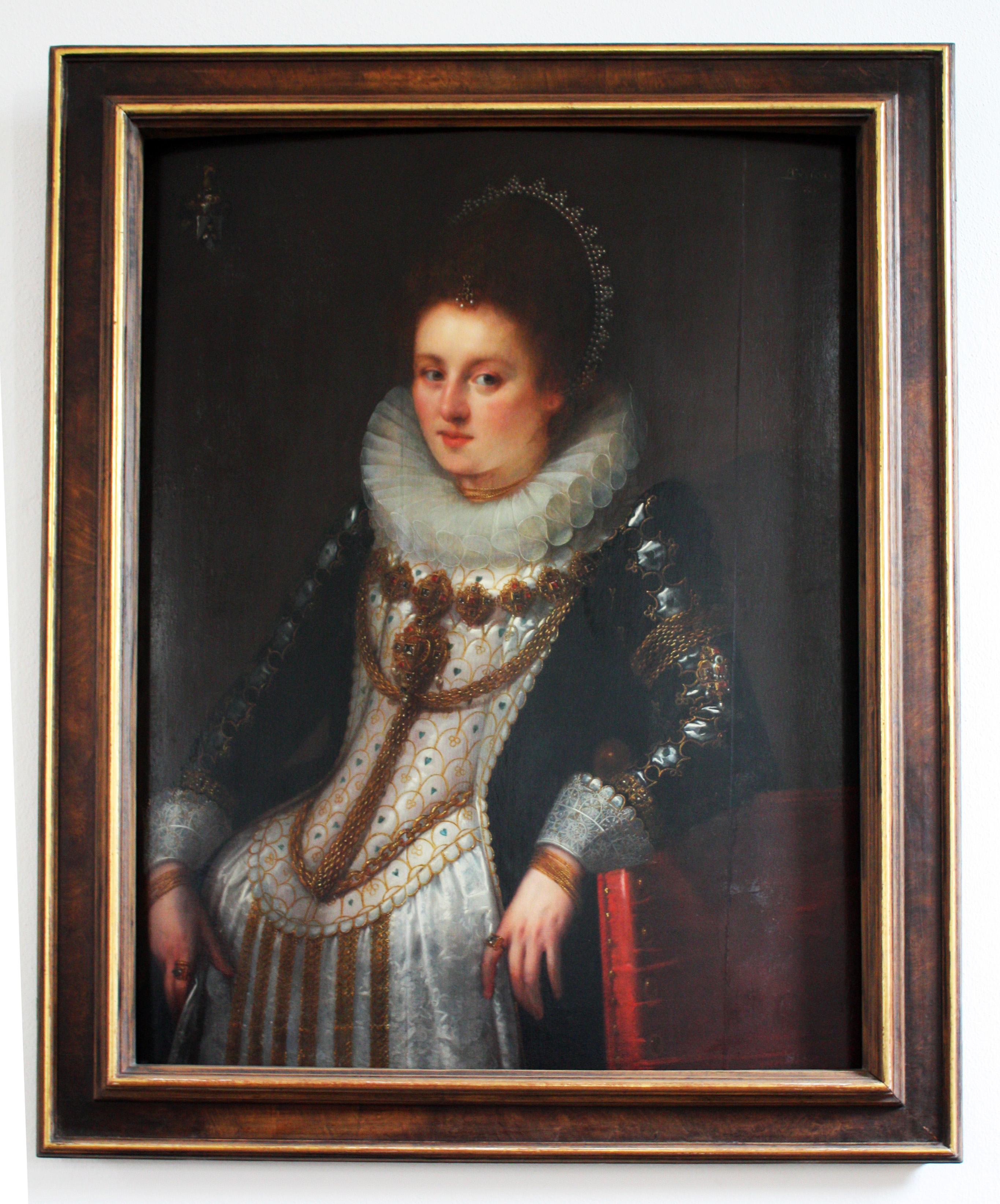
Anna Hardenrath, geborene Klepping, Frau des Kölner Bürgermeisters Johann Hardenrath

Klepping (auch: Kleppink, Clepping, Clippingk, Klepping gen. Hausmann o. ä.) waren ein westfälisches, insbesondere in Dortmund und Soest ansässiges Adelsgeschlecht.
Die hier behandelten Klepping sind von den gleichnamigen, ebenfalls in Dortmund ansässigen Klepping in der Pfarre Nicolai zu unterscheiden.

## Geschichte
Die hier behandelten Klepping waren ein turnierfähiges Geschlecht der Stadt Dortmund, das sich nach einem Hof in der Dortmunder St.-Peters-Pfarre, bei den Dominikanern, nannte. Anfang des 13. Jahrhunderts erscheint die Familie zunächst in Köln. In der 2. Hälfte des 13. Jahrhunderts findet man diese bedeutende Kaufmannsfamilie dann in Dortmund, Lübeck, aber auch in England, Stralsund und Danzig. Die Familie handelte dem Namen nach mit Lammfellen. Ferner war sie im Woll- und anderen Warenhandel engagiert. Als länderübergreifend erfolgreiche Kaufleute gehörten die Klepping auch zur nordwestdeutschen Hochfinanz des Mittelalters. Insbesondere in England und Flandern besaßen die Klepping außerordentliche Machtstellungen. In Dortmund waren sie um 1361 die reichsten Angehörigen der Bürgerschaft. In der Zeit von 1310 bis 1740 war das Geschlecht mit fast 40 Angehörigen 417 mal im Rat, davon 124 mal als Bürgermeister:
1382 war ein Germin Klepping Senator in Dortmund. Konrad Klepping, Alberts Sohn, war 1384 Stadthauptmann, 1385–1400 Senator und 1404–1410 Dortmunder Bürgermeister. Hermann von Klepping war 1384–1388 Senator, 1391–1424 meistens Dortmunder Bürgermeister. Seine Söhne hießen Konrad und Hermann. Andreas Klepping war 1488 Bürgermeister. Gerwin von Klepping 1463 und 1473 zweiter Bürgermeister. Ein weiterer Andreas Klepping war 1557 Richter zu Dortmund.
Seit dem zweiten Viertel des 15. Jahrhunderts war die Familie auch in Soest ansässig und stellte dort mehrere Bürgermeister:
- Johann Klepping, Soester Bürgermeister 1447–1449, 1451–1453, 1455–1457, 1461–1463, 1465–1467, 1470–1472. Zur gleichen Zeit war sein Bruder Andreas Klepping Bürgermeister in Dortmund (1450–1453, 1456–1461).
- Detmar Klepping, Sohn des Dortmunder Bürgermeisters Andreas Klepping, Soester Bürgermeister 1472–1474, 1476–1478, 1480–1482, 1486–1488, 1490–1492, 1493–1495, 1498–1500, 1505–1507.
- Andreas Klepping, Sohn Detmars, Soester Bürgermeister 1502–1504, 1519–1520.
- Johann Klepping, Soester Bürgermeister 1569–1571, 1572–1574, 1577–1579, 1582–1584.
- Johann Klepping, Soester Bürgermeister 1574–1576, 1578–1580, 1581–1583, 1585–1587, 1589–1591, 1593–1595, 1598.
- Andreas Klepping, Soester Bürgermeister 1588–1590, 1592–1594, 1596–1598.

Das Geschlecht hatte Besitz in Dortmund sowie an der Oese im Kreis Iserlohn. Ferner zu Koverstein im Kirchspiel Lieberhausen, Kreis Gimborn (urkundl. 1614) und in der Stadt Köln das Haus Polheim. In Soest hatten sie ihren Sitz im Steingraben und in der Brüderstraße bei den Minoriten. Daneben besaßen sie Salzwerkanteile in Sassendorf, schon seit 1590 das Gut Hüttinghausen nördlich von Soest und das Gut Fahnen bei Borgeln. Die Klepping zu Hüttinghausen erloschen in der ersten Hälfte des 17. Jahrhunderts, die Fahnsche Linie in der ersten Hälfte des 18. Jahrhunderts.
Vor 1670 erfolgte eine Namens- und Wappenvereinigung mit den Herren von Hausmann zu Klepping gen. Hausmann. Zuvor hatte Erbtochter Anna Katharina von Hausmann Burg Namedy in ihre Ehe mit Andreas von Klepping gebracht. Die Familie verkaufte die Burg 1700.
Das Geschlecht erlosch im Mannesstamm mit dem Tod von Johann Andreas Stephan von Klepping gen. Hausmann am 20. November 1740.

## Persönlichkeiten
- Konrad Klepping (1290–1354), führender deutscher Hansekaufmann, der eng mit dem Beginn des Bankwesens in Deutschland und mit der Finanzierung des englischen Staatshaushalts verbunden ist

## Wappen
Blasonierung des Stammwappens: In Gold ein schwarzer Sparren, der mit drei vorwärtsgekehrten, goldenen Widderköpfen belegt ist. Auf dem Helm der rechtssehender, goldene Widderkopf mit Hals. Die Helmdecken sind schwarz-golden.
Blasonierung des vermehrten Wappens: Geviert. Felder 1 und 4 das Stammwappen. Felder 2 und 3 in Silber sechs schwarze um einen schwarzen Ring in Winkel gestellte Lilienzepter (sogenannte Lilienhaspel). Zwei Helme: I. schwarz-golden gewulstet, darüber ein nach links gewandter, goldener Widderkopf mit Hals. II. gekrönt, darüber der Lilienhaspel. Die Helmdecken sind schwarz-golden und schwarz-silbern.